# 龟旨歌
《龟旨歌》又称《迎神歌》是记载于《三国遗事》卷二《驾洛国记》的一首朝鲜古代歌谣，创作于公元42年，是迄今古代文献中所能看到的最早的朝鲜古代歌谣。《龟旨歌》是古伽倻人按天神旨意在龟旨峰掘土迎接神君时唱的歌，因此也被称为“迎神歌”。:65-67:19-20:14
《三国遗事·纪异》记录有一首与《龟旨歌》很相似的歌谣《海歌》。这首歌谣在结构和用词上与《龟旨歌》很类似，但在内容和形式上要更为丰富。:65-70:19-20

## 内容
|  | 龟何龟何! 首其现也。若不现也，燔灼而吃也。 |